# Абакаров, Абдулмуталим Гамзатович
Абдулмутали́м Гамза́тович Абака́ров (род. 6 марта 1973, Каспийск) — вице-президент International boxing association (IBA) с декабря 2022 года , российский тренер по боксу и спортивный функционер. Личный тренер чемпиона мира Альберта Селимова, заслуженный тренер России. Также известен как президент Федерации бокса Южного федерального округа. С 22 апреля 2021 г. по причинам особого интереса, на основании решения Правительства, является гражданином Сербии.

## Биография
Абдулмуталим Абакаров родился 6 марта 1973 года в городе Каспийске, Республика Дагестан. С детства активно занимался спортом, а во время учёбы в третьем классе школы записался в секцию бокса. Выступал за спортивное общество Профсоюзов, в 1991 году выполнил норматив мастера спорта, однако вскоре вынужден был завершить карьеру боксёра из-за проблем со зрением.
В 1996 году переехал на постоянное жительство в город Сальск Ростовской области, где в новообразованной секции занялся подготовкой молодых боксёров, а также создал городскую боксёрскую федерацию. Занимал должность заместителя директора Федерального агентства по управлению государственным имуществом по Южному федеральному округу. В период 2008—2012 годов находился на посту руководителя Межрегионального бюро Федерации бокса России по Южному Федеральному округу, в частности в этой должности был организатором чемпионата России в Ростове-на-Дону и нескольких крупных турниров в Грозном и в Махачкале. Позже перешёл на должность вице-президента по вопросам координации деятельности юниорской сборной по боксу (19-22 года).
Как тренер подготовил многих талантливых спортсменов, добившихся успеха на всероссийском и международном уровне. Один из самых известных его учеников — заслуженный мастер спорта Альберт Селимов, чемпион мира, двукратный чемпион Европы, чемпион Европейских игр в Баку, участник двух летних Олимпийских игр. За подготовку Селимова Абдулмуталим Абакаров был удостоен почётного звания «Заслуженный тренер России».
Его сын Абубакар Абакаров является довольно известным борцом бразильского джиу-джитсу, бронзовый призёр чемпионата мира в этом виде единоборств.